# CTD-Phosphatase
Die CTD-Phosphatase (FCP1) (genauer TFIIF-assoziierende CTD-Phosphatase) ist das Enzym, das in Eukaryoten während der Transkription die Phosphatreste von Serin-2 und Serin-5 der Polymerase II entfernt, womit die Polymerase für die Elongation (re-)aktiviert wird. Es handelt sich also um eine Phosphatase. Das Enzym ist beim Menschen in allen Gewebetypen zu finden. Mutationen im entsprechenden CTDP1-Gen können zu erblichen multiplen Entwicklungsstörungen mit Katarakt, dem sogenannten CCFDN-Syndrom führen.
Um ihre volle Aktivität zu erhalten, wird die CTD-Phosphatase selbst von Caseinkinase 2 phosphoryliert, und benötigt die RAP74-Untereinheit von TFIIF als Cofaktor.
Die Phosphorylierung von FCP1 wird von den Proteinen Pin1 und Hce1 sowie vom Tat-Protein des HI-Virus gehemmt. FCP1 wird von der Arginin-Methyltransferase PRMT5 methyliert und ein FCP1-PRMT5-Komplex methyliert Histon H4.